# Lophochorista curtifascia
Lophochorista curtifascia är en fjärilsart som beskrevs av Louis Beethoven Prout 1933. Lophochorista curtifascia ingår i släktet Lophochorista och familjen mätare. Inga underarter finns listade i Catalogue of Life.